# Саут Мельбурн
Футбольний клуб «Саут Мельбурн» (англ. South Melbourne Football Club) — австралійський футбольний клуб з Мельбурна, заснований у 1959 році. Виступає у Чемпіонаті Вікторії. Домашні матчі приймає на стадіоні «Лейксайд Стедіумі», місткістю 12000 глядачів.

## Досягнення

### Національні
- Національна ліга Австралії
  - Прем'єр: 1992/93, 1997/98, 2000/01
  - Чемпіон: 1984, 1990/91, 1997/98, 1998/99
  - Фіналіст: 1989/90, 1991/92, 1993/94, 1994/95, 1996/97, 2001/02, 2003/04
  - Переможець конференції: 1984, 1985
- Кубок Австралії
  - Володар: 1989/90, 1995/96

### Міжнародні
- Ліга чемпіонів ОФК
  - Чемпіон: 1999.